# حبیب‌الله حسین‌اف
حبیب‌الله عین‌الله اوغلو حسین‌اف (روسی: Габибулла Ейнуллаевич Гусейнов؛ ۱۰ اکتبر ۱۹۱۰ – ۱۶ آوریل ۱۹۴۵) سرهنگ آذربایجانی -ایرانی ارتش سرخ و قهرمان پس از مرگ اتحاد جماهیر شوروی بود. حسین‌اف به باکو مهاجرت کرد و به عنوان بارگیر و نصب کننده کار کرد. او در سال ۱۹۲۸ در مسیر کومسومول به ارتش سرخ فراخوانده شد و افسر توپخانه شد. او در جریان پاکسازی بزرگ به عنوان جاسوس ایرانی دستگیر و زندانی شد. او ماه‌ها بعد آزاد شد و فرمانده گردان توپخانه ضدهوایی شد و در طول جنگ جهانی دوم در این نقش خدمت کرد.

## افتخارات
وی دارندهٔ جوایزی همچون مدال دفاع از استالینگراد، قهرمان اتحاد شوروی، نشان ستاره سرخ، نشان لنین، و نشان پرچم سرخ است.